# Công viên nước Hồ Thủy Tiên
Công viên nước Hồ Thủy Tiên (hay còn gọi là công viên Thiên An) là một công viên nước bị bỏ hoang ở xã Thủy Bằng, thành phố Huế. Công viên được khởi công xây dựng năm 2001, đưa vào hoạt động năm 2004 và sau đó bị bỏ hoang vì khai thác kém hiệu quả. Sau khi được trang báo HuffPost của Mỹ đăng tải năm 2016, công viên này bỗng trở nên nổi tiếng vì sự "kinh dị" của nó và trở thành một địa điểm nổi tiếng của khách du lịch trong và ngoài nước.
Năm 2022, chính quyền thành phố Huế quyết định thực hiện dự án cải tạo, chỉnh trang công viên nước hồ Thủy Tiên, biến nơi này thành công viên công cộng.

## Tổng quan
Công viên nước Hồ Thủy Tiên tọa lạc tại đồi Thiên An, xã Thủy Bằng, cách trung tâm thành phố Huế khoảng 10 km về hướng tây nam. Nó được khởi công xây dựng vào đầu năm 2001 với tổng vốn đầu tư khoảng hơn 70 tỷ đồng với nhiều hạng mục như khu du lịch thủy cung, hệ sinh thái và sân khấu nhạc nước. Đến năm 2004 thì công viên này được đưa vào hoạt động phục vụ mục đích du lịch. Tuy nhiên, sau khi hoạt động một thời gian thì nó đã bị bỏ hoang vì khai thác kém hiệu quả.
Sau khi chủ đầu tư là Công ty Du lịch Cố đô tuyên bố tạm dừng việc thi công các hạng mục còn lại của công trình, họ quyết định chuyển giao sang cho Công ty Trách nhiệm hữu hạn Haco Huế tiếp tục khai thác với tổng kinh phí dự kiến là 270 tỷ đồng. Do bị bỏ hoang thời gian dài, đến năm 2017, Ủy ban nhân dân tỉnh Thừa Thiên Huế quyết định thu hồi 495.929 m2 (49,5929 ha) dự án Trung tâm vui chơi giải trí Hồ Thủy Tiên và bàn giao lại cho Sở Tài nguyên & Môi trường tỉnh quản lý. Vì bị bỏ hoang quá lâu nên nhiều khu vực trong công viên này đã bị xuống cấp, hư hại, tạo cảm giác "kinh dị" và "rùng rợn".

## Trở nên nổi tiếng

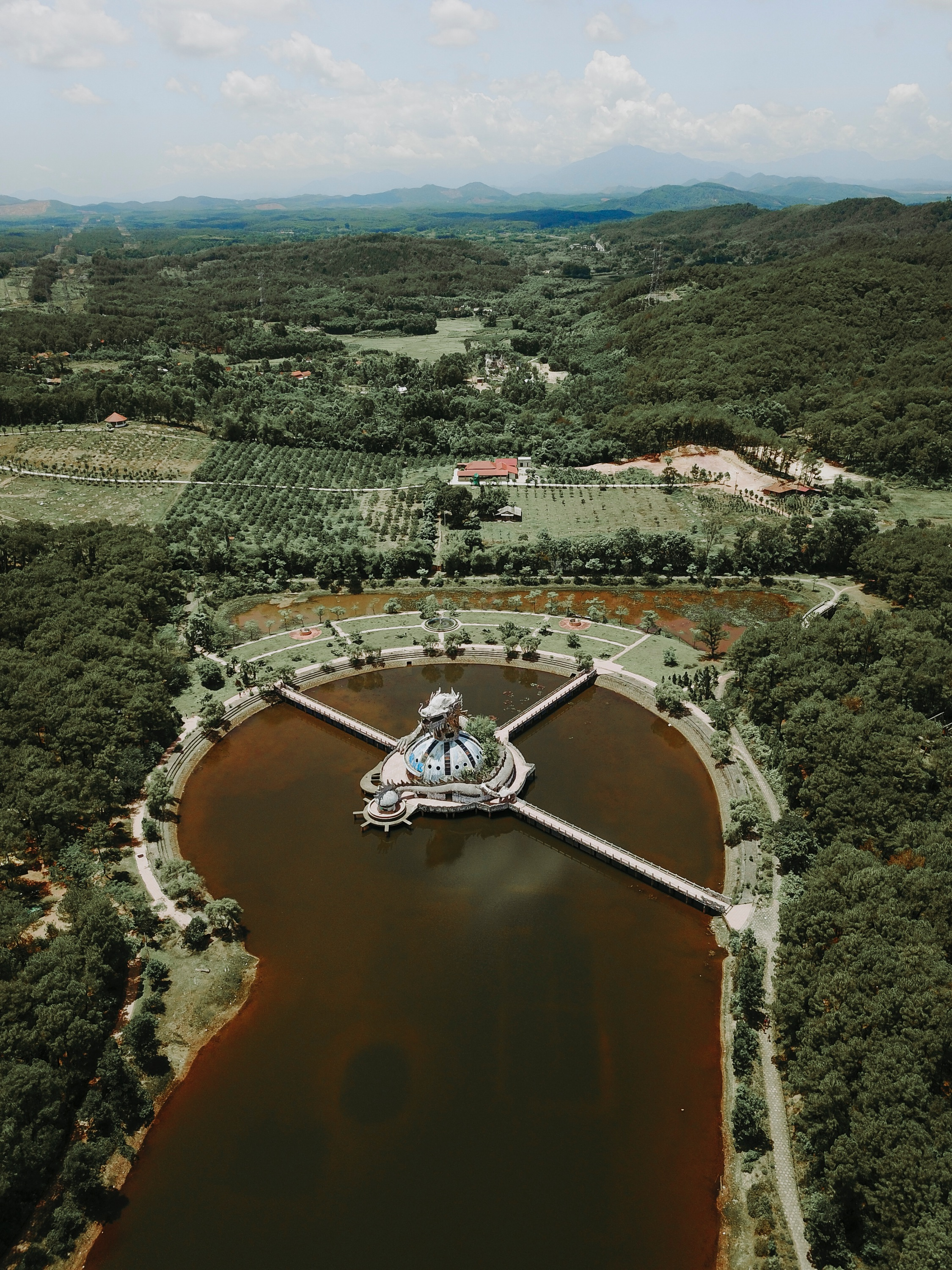
Công viên nước Hồ Thủy Tiên nhìn từ trên cao

Năm 2016, tác giả Suzy Strutner từ trang báo HuffPost của Mỹ đã đăng tải bài viết có tựa đề This Abandoned Waterpark In Vietnam Is Not For The Faint Of Heart (tạm dịch là Công viên nước bỏ hoang này ở Việt Nam không dành cho người yếu tim). Sau khi bài viết được đăng tải, khu vui chơi bị bỏ hoang này bất ngờ trở thành điểm đến thu hút khách du lịch trong và ngoài nước vì sự huyền bí, ma mị của nó. Kể cả khi khu vực này được Ủy ban nhân dân tỉnh Thừa Thiên Huế ra quyết định thu hồi đất và yêu cầu đơn vị quản lý cấm du khách và người dân đặt chân vào khu vực hồ, nhiều người vẫn bất chấp men theo các con đường ven đồi Thiên An để tiếp cận công viên này.
Năm 2022, trên một bài viết trên tờ The Washington Post của Mỹ đã xếp công viên nước Hồ Thủy Tiên vào danh sách một trong 11 điểm đến đáng sợ dành cho việc du lịch. Tờ Insider nhận định công viên này là "một điểm đến không chính thức nhưng không thể bỏ qua dành cho du khách khi đến Đông Nam Á".
Năm 2018, video ca nhạc "Warpaint" của nhà sản xuất âm nhạc Niki và 88rising có lấy một số bối cảnh ở công viên nước Hồ Thủy Tiên. Một năm sau đó, ban nhạc Hàn Quốc ONF cũng dùng công viên này cho một số cảnh quay trong video ca nhạc "We must love". Sau đó đến tháng 7 năm 2022, ban nhạc MEDUZA của Ý đã đến nơi này thực hiện một số cảnh quay cho video ca nhạc Bad Memories của mình.

## Cải tạo
Ngày 15 tháng 9 năm 2022, tại kỳ họp chuyên đề lần thứ 6 khóa 13 của Hội đồng nhân dân thành phố Huế, đã thông qua nghị quyết phê duyệt đầu tư dự án cải tạo các hạng mục của công viên nước hồ Thủy Tiên với tổng mức đầu tư dự kiến 20 tỉ đồng, dự kiến thực hiện trong 2 năm. Theo chỉ đạo của Chủ tịch Ủy ban nhân dân thành phố Huế Võ Lê Nhật, sau khi được cải tạo, công viên sẽ trở thành công viên công cộng, là điểm du lịch cho người dân và du khách, dự kiến đến tháng 3 năm 2023 sẽ được đưa vào hoạt động.